# Greg Wise
Greg Wise (Newcastle, 15 de mayo de 1966) es un actor británico. Ha aparecido en varios trabajos en la televisión como Lord Mountbatten, tío del principe Felipe de Edimburgo en la serie de drama The Crown, como también en largometrajes (notable por su papel de John Willoughby en Sense and Sensibility).

## Primeros años
Nació como Matthew Gregory Wise de padres arquitectos en Newcastle upon Tyne, Northumberland, Inglaterra, y fue educado en la Universidad Heriot Watt para estudiar arquitectura. Greg luego se mudó a Glasgow donde estudió drama. Luego viajó al Lejano Oriente.

## Carrera
Su trabajo en televisión incluye, The Moonstone, Madame Bovary y Cranford. En 1999, protagonizó en Wonderful You. Recientemente filmó una serie de lecturas de escenas de eamor entre una selección de escenas de amor clásico y moderno, de Tess of the d'Urbervilles a The Inheritance of Loss.

## Vida personal
Desde el 2003 está casado con Emma Thompson, quien interpretó a Elinor en Sense and Sensibility. Tienen una hija, Gaia Romilly (nacida en 1999), y un niño llamado Tindyebwa Agaba (adoptado de manera informal en el 2003 a los 16 años).

## Filmografía
- Walking on Sunshine (2014) .... como Doug
- Three Days in Havana (2014) .... como Harry Smith
- Effie Gray (2014) .... como John Ruskin
- Morris: A Life with Bells On (2009) .... como Villandry
- The Disappeared (2009) .... como Jake Ryan
- Cranford (2009) .... como Sir Charles Maulver
- Place of Execution (2008) Miniserie... como Philip Hawkin
- Elizabeth David: A Life in Recipes (2006) .... como Peter Higgins
- Trial & Retribution X: Sins of the Father (2006) .... como John Harrogate
- A Cock and Bull Story (2005) - Greg
- The Adventures of Greyfriars Bobby (2005) - Ministro Lee
- According to Bex (2005) .... como Charles Mathers
- Every Seven Years (2004) ... como el novio
- Five Moons Plaza (2003) .... como Francesco Doni
- Johnny English (2003) ... como el agente #1
- Horatio Hornblower 3 (2003) Telefilm ... como el mayor Côtard
- Sirens (2002) .... como Oliver Rice
- Hills Like White Elephants (2002) .... como el americano
- The Discovery of Heaven (2001) ... como Max Delius
- Madame Bovary (2000) - Serie de televisión, episodios 2 y 3 .... como Rodolphe
- Mad Cows (1999) .... como Alex
- Wonderful You (1999) - Marshall
- Africa (1999) .... como Josh Sinclair
- Alice Through the Looking Glass (1998) Telefilm .... como el Caballero Rojo
- Judas Kiss (1998) ... como Ben Dyson
- House of Frankenstein 1997 (1997) ... como Crispian Grimes
- Hospital! (1997) .... como el doctor Jim Nightingale
- The Place of the Dead (1997) .... como el cabo Hugh Brittan
- Tales from the Crypt Serie de televisión, episodio "Fatal Caper" (1996)
- The Moonstone (1996) .... como Franklin Blake
- Sense and Sensibility (1995) .... como John Willoughby
- The Buccaneers (1995) .... como Guy Thwaite
- Feast of July (1995) ... como Arch Wilson
- Taggart Serie de televisión, episodio "Hellfire" (1994) .... como Gregg Martin
- The Riff Raff Element (1993) .... como Alister
- Typhon's People (1993) .... como Cato Macgill/Adam Prime
- Covington Cross Serie de televisión, piloto (1992) .... como Henry de  Gault
- A Masculine Ending (1992) .... como Jamie Baird